# Cultura mississipiana

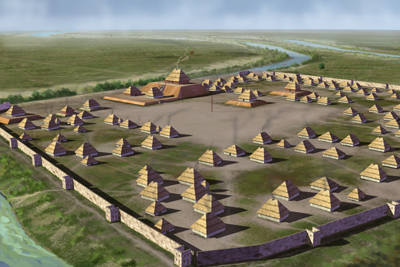
O sítio Parkin, visitado por Hernando de Soto em 1541. Obra do artista Herb Roe.

A Cultura mississippiana foi uma cultura da Idade do Cobre que floresceu no médio-oeste, leste e sudeste do atual território dos Estados Unidos no período aproximado entre aos anos 800 e 1500.
O estilo de vida mississippiano nasceu às margens do Rio Mississípi. As culturas do vale do Rio Tennessee puderam assim mesmo começar a desenvolver características mississippianas na época. Quase todos os intimamentos mississippianos ocorreram antes de 1539 (quando o Hernando Soto explorou a área), quando foram descobertos alguns artefatos desta cultura, o que indica que a mesma também quase desapareceu completamente antes do contato com os europeus.